# Nationalpark Forêts
Der Nationalpark Forêts (französisch Parc national de forêts) ist der jüngste der elf Nationalparks von Frankreich. Er liegt auf dem Gebiet der Départements Côte-d’Or und Haute-Marne, an der Grenze zwischen den Verwaltungsregionen Grand-Est und Bourgogne-Franche-Comté. Der Nationalpark wurde am 6. November 2019 per Dekret des Staatsrats gegründet und dient dem Schutz von Laubwäldern. Er schützt die bewaldeten Mittelgebirgszüge im Gebiet „Châtillonnais“, genauer gesagt auf dem Plateau von Langres im Bereich der Städte Châtillon-sur-Seine, Arc-en-Barrois und Auberive. Diese Gegend ist repräsentativ für die Laubwaldbedeckung der Hochebenen im Südosten des Pariser Beckens. Der Nationalpark besteht aus einer geschützten Kernzone mit einer Fläche von 56.614 ha, die zu 95 % bewaldet ist, wobei das Gebiet eines Totalreservats eine Fläche von fast 3100 ha hat. Weiter wurde eine Erweiterungszone ohne besonderen Schutz auf dem Gebiet der Gemeinden Châteauvillain, Châtillon-sur-Seine und Auberive eingerichtet, die 127 Ortschaften umfasst und 184.475 ha groß ist.

## Gründung des Nationalparks
Die Gründung des Nationalparks verlangte eine 12-jährige Vorbereitungszeit. Es ist aber bemerkenswert, dass nur drei Jahre vergingen vom Wunsch, einen Nationalpark zu gründen, bis zur Entscheidung über dessen Lage.
- Sommer 2007: Nach der Einberufung eines umweltpolitischen Runden Tisches wurde die Einrichtung von drei neuen Nationalparks beschlossen.[3]
- Herbst 2008: Ein Standort für den künftigen Nationalpark wurde gesucht, der dem Laubwald des Pariser Beckens gewidmet sein sollte.[3]
- Sommer 2009: Anlässlich seines Besuchs in Leuglay gab Premierminister François Fillon die Entscheidung für das Gebiet zwischen „Champagne und Burgund“ bekannt.[3]
- Sommer 2010: Eine „öffentliche Interessenvereinigung“ (Groupement d’intérêt public, GIP) wurde gegründet, die den künftigen Nationalpark einrichten sollte. Der GIP vereinte über 200 Mitglieder in drei Arbeitsgruppen: Staat und öffentliche Einrichtungen, Gebietskörperschaften und Zivilgesellschaft.[3]
- Frühjahr 2013: Das Umweltministerium anerkannte und zertifizierte die Außergewöhnlichkeit des landschaftlichen Erbes des vorgeschlagenen Gebiets und sicherte dem GIP die Finanzierung des Projekts zu.[4]
- November 2019: Der Nationalpark Forêts wurde gegründet.[3]

## Aufgaben des Nationalparks
Ziel des Nationalpark Forêts ist die Erhaltung und der Schutz von Fauna, Flora und des Kulturerbes der Region. Dieser Schutz berücksichtigt die wirtschaftlichen und touristischen Bedürfnisse, die für die Entwicklung des Gebiets notwendig sind. Vier Aufgabenbereiche wurden definiert:
- Verbesserung der Kenntnis des Natur- und Kulturerbes durch wissenschaftliche Begleitung.
- Erhaltung, Verwaltung und Wiederherstellung des Natur- und Kulturerbes.
- Sensibilisierung der Öffentlichkeit und Förderung der Bildung für Umwelt und nachhaltige Entwicklung.
- Mobilisierung aller Kräfte, um einen nachhaltigen ökologischen Umbau zu gewährleisten.

Die Umsetzung dieser Aufgaben wurde in der Charta des Nationalparks festgelegt.

## Charta des Nationalparks
Die Charta des Parks bezieht die zahlreichen lokalen Akteure in diese Aufgaben mit ein und stärkt die Beteiligung der Bürger. Die Charta hat das Ziel, einen gemeinsamen Rahmen für die lokale Politik zu schaffen, und vor allem eine globale Übereinstimmung zum Schutz, zur Planung und zur nachhaltigen Entwicklung herbeizuführen. Sie behandelt vier großen Herausforderungen:
- Verbesserung der Kenntnisse über das Kulturerbe und die menschlichen Aktivitäten sowie deren Wechselwirkungen.
- Erhalt und Wiederherstellung des Kulturerbes für künftige Generationen.
- Unterstützung bestehender Wirtschaftszweige und Anregung zu Innovationen zum Nutzen eines lebendigen ländlichen Raumes.
- Förderung des Engagements für ein beispielhaftes und anerkanntes Gebiet.

Das Totalreservat ist vorrangig der wissenschaftlichen Forschung gewidmet. Hier können langfristig die Umformung eines bewirtschafteten Waldes in einen naturnahen Zustand sowie seine Entwicklung im Kontext des globalen Wandels beobachtet, verfolgt und analysiert werden.
Die Charta des Nationalparks ist in drei Hefte gegliedert.
Heft 1: Hier werden die Ambitionen und Herausforderungen des Nationalparks dargestellt. Es führt insbesondere folgende Punkte detailliert aus:
- Die Daseinsberechtigung und den Charakter dieses Nationalparks, wobei die Grundprinzipien, die allen anderen französischen Nationalparks gemeinsam sind, in Erinnerung gerufen werden ;
- Eine Diagnose, die die Stärken, Schwächen, Möglichkeiten und Bedrohungen des Gebiets aufzeigt und die wichtigsten Herausforderungen herausarbeitet;
- Eine Zusammenfassung der vier Herausforderungen, die das Gebiet durch die Gründung des Waldnationalparks bewältigen möchte;
- Die Verwaltung des Nationalparks als öffentlichen Einrichtung sowie die Verpflichtungen und Vorteile für die Gemeinden und Projektträger, die sich an seiner Seite engagieren möchten.

Heft 2: Hier wird das gesamte Gebietsprojekt für die nächsten 15 Jahre entwickelt. Es ist in zwei Teile gegliedert:
- Ein Schutzprojekt für das Kerngebiet des Nationalparks, das in 10 „Schutzziele“ unterteilt ist. In diesem Gebiet, das vorrangig dem Schutz der natürlichen, kulturellen und landschaftlichen Reichtümer gewidmet ist, halten sich die unternommenen Aktionen an eine besondere Regelung;
- Ein Projekt der nachhaltigen Entwicklung für das gesamte Gebiet (Kerngebiet und Beitrittsgebiet), das in 18 „Leitlinien für die nachhaltige Entwicklung“ unterteilt ist;

Für jedes dieser Ziele sind, detailliert in einzelne Maßnahmen, Aktionen und Partnerschaftsansätze vorgeschlagen. Diese werden mit den lokalen Gebietskörperschaften, Unternehmen, Vereinen oder Privatpersonen, die sich engagieren möchten, umgesetzt. Ein Evaluierungssystem, das die kohärente und effiziente Umsetzung der im Rahmen dieser Charta durchgeführten Maßnahmen gewährleisten soll, vervollständigt Heft 2.
Heft 3: Dieses Heft enthält die spezifischen Vorschriften für das Kerngebiet des Nationalparks, die den langfristigen Schutz der natürlichen, kulturellen und landschaftlichen Reichtümer gewährleisten sollen. Hier werden die allgemeinen Regeln, die unter das Dekret zur Einrichtung des Parks fallen, und die detaillierteren Regeln, die unter die Charta fallen, erläutert. Diese Broschüre ist in drei Teile gegliedert:
- Die Regeln zum Schutz des Kulturerbes;
- Die Regeln für bestimmte Arbeiten;
- Die Regeln für bestimmte Aktivitäten.

Für bestimmte Kategorien von Akteuren wie Anwohner, Eigentümer, Förster, Landwirte werden Ausnahmeregelungen identifiziert. Im Anhang werden die Elemente mit hohem Vermögenswert vorgestellt, die die Anwendung dieser Vorschriften rechtfertigen.

## Management und Verwaltung
Die Suche nach territorialer Kohärenz zwischen den Départements Haut-Marne und Côte d’Or erschien in der Vorgründungsphase als eine Priorität. Diese ständige Suche nach einem Gleichgewicht zwischen den Regionen Bourgogne-Franche-Comté und Grand-Est sowie den beiden Departements stellt noch heute eine Herausforderung für die Verwaltung des Nationalparks dar. Der Nationalpark ist eine öffentliche Einrichtung, die dem Umweltministerium untersteht. Die Verwaltung dieser Einrichtung ist lokal organisiert.

### Der Verwaltungsrat (Conseil d’administration)
Der Verwaltungsrat lenkt die Politik des Nationalparks, verabschiedet den Haushalt und trifft die wichtigsten Entscheidungen bezüglich der Parkverwaltung. Er setzt sich aus 54 Mitgliedern zusammen, sowohl aus Vertretern des Zentralstaats als auch der Gebietskörperschaften.

### Der wissenschaftliche Rat (Conseil scientifique)
Der wissenschaftliche Rat des Nationalparks unterstützt den Verwaltungsrat und den Direktor des Parks bei der Ausübung ihrer Geschäfte. Er ist eine beratende Instanz, die sich aus 29 nationalen, multidisziplinären Experten zusammensetzt.

### Der Wirtschafts-, Sozial- und Kulturrat (Conseil économique, social et culturel)
Der Wirtschafts-, Sozial- und Kulturrat berät zu Themen der politischen Zusammenarbeit sowie zu sozioökonomischen und kulturellen Themen und gibt einen Einblick in die Umsetzung der Charta des Nationalparks. Er hat eine beratende Funktion und besteht aus 51 Mitgliedern.

### Die Konferenz der Bürgermeister (Conférence des maires)
Die Bürgermeisterkonferenz ist eine Instanz, die es nur im Nationalpark Forêts gibt. Sie ist in der Charta des Nationalparks festgeschrieben. Durch das partizipatives Format stärkt sie die Einbindung der Gemeinden in den Nationalpark, indem sie über die Umsetzung der Charta informiert. Sie setzt sich aus den Bürgermeistern der 127 Gemeinden des optimalen Beitrittsgebiets zusammen. Die Vorsitzenden der Gemeindeverbände (Communautés de communes), der Departementsräte (Conseils départementaux) und der Regionalräte (Conseils régionaux) sind ebenfalls eingeladen. Die Konferenz tritt mindestens einmal im Jahr auf Initiative des Vorsitzenden des Verwaltungsrats zusammen.

## Lage des Nationalparks
Das Gebiet des Nationalparks liegt auf dem Plateau von Langres im Nordosten Frankreichs und erstreckt sich zwischen den Départements Haute-Marne (Region Grand-Est) und Côte-d’Or (Region Bourgogne-Franche-Comté). Er liegt grob zwischen den größeren Städten Châtillon-sur-Seine, Langres und Chaumont. Im französischen Mutterland liegen nur der Nationalpark Forêts und der Nationalpark Calanques im Flachland. Seine Höhe übersteigt kaum 500 m bei einer maximalen Höhe von 523 m auf der Höhe von Baissey (Haut de Baissey), die auch der höchste Punkt des Plateaus von Langres sowie des Departements Haute-Marne ist.
Der Nationalpark Forêts ist in drei Gebiete aufgeteilt, das Totalreservat, das Kerngebiet und das Beitrittsgebiet.
- Das Totalreservat ist das am stärksten geschützte Gebiet und hat eine Fläche von fast 3100 ha, das entspricht etwa 5 % der Fläche der Schutzzone. Es liegt innerhalb des Staatswaldes von Arc-Châteauvillain, im Département Haute-Marne, in den Gemeinden Arc-en-Barrois, Châteauvillain, Cour-l’Évêque und Richebourg.[8]
- Das Kerngebiet hat eine Fläche von 56.614 ha und ist zu 95 % mit Wald bedeckt. Insgesamt 60 Gemeinden liegen ganz oder teilweise im Kerngebiet.
- Das Beitrittsgebiet ist kein Schutzgebiet. Es umfasst alle Gemeinden, die in geografischer Kontinuität oder in ökologischer Solidarität mit dem Kerngebiet des Parks stehen. Seine optimale Ausdehnung wurde durch das Dekret zur Gründung des Nationalparks festgelegt und umfasst 127 Gemeinden mit einer Fläche von 184.475 ha. Bis zum Jahr 2022 sind 110 Ortschaften von 127 dem Gebiet beigetreten, 57 aus dem Departements Côte d’Or und 53 aus dem Departement Haute-Marne.[9] Folgende Gemeinden des Départements Côte d’Or gehören zum Beitrittsgebiet des Parks:

| Aignay-le-Duc           | Aisey-sur-Seine             | Ampilly-le-Sec           | Beaulieu             |
| Beaunotte               | Belan-sur-Ource             | Beneuvre                 | Bissey-la-Côte       |
| Boudreville             | Brémur-et-Vaurois           | Brion-sur-Ource          | Buncey               |
| Bure-les-Templiers      | Bussières                   | Chambain                 | Chamesson            |
| Châtillon-sur-Seine     | Chaugey                     | La Chaume                | Chaumont-le-Bois     |
| Chemin-d’Aisey          | Courban                     | Courlon                  | Échalot              |
| Essarois                | Étalante                    | Étrochey                 | Faverolles-lès-Lucey |
| Les Goulles             | Grancey-le-Château-Neuvelle | Gurgy-la-Ville           | Leuglay              |
| Lignerolles             | Louesme                     | Lucey                    | Maisey-le-Duc        |
| Menesble                | Minot                       | Moitron                  | Montigny-sur-Aube    |
| Montmoyen               | Prusly-sur-Ource            | Recey-sur-Ource          | Rochefort-sur-Brévon |
| Saint-Broing-les-Moines | Sainte-Colombe-sur-Seine    | Saint-Germain-le-Rocheux | Salives              |
| Semond                  | Thoires                     | Vanvey                   | Veuxhaulles-sur-Aube |
| Villotte-sur-Ource      | Vix                         | Voulaines-les-Templiers  |                      |

Folgende Gemeinden des Départements Haute-Marne, gehören zum Beitrittsgebiet des Parks:
| Aprey                  | Arbot                   | Arc-en-Barrois     | Aubepierre-sur-Aube     |
| Auberive               | Aujeurres               | Aulnoy-sur-Aube    | Baissey                 |
| Blessonville           | Bricon                  | Bugnières          | Chalancey               |
| Châteauvillain         | Colmier-le-Bas          | Colmier-le-Haut    | Coupray                 |
| Courcelles-en-Montagne | Cour-l’Évêque           | Dancevoir          | Faverolles              |
| Giey-sur-Aujon         | Latrecey-Ormoy-sur-Aube | Leffonds           | Leuchey                 |
| Marac                  | Mardor                  | Le Montsaugeonnais | Mouilleron              |
| Noidant-le-Rocheux     | Orges                   | Ormancey           | Perrogney-les-Fontaines |
| Poinsenot              | Poinson-lès-Grancey     | Praslay            | Richebourg              |
| Rochetaillée           | Rolampont               | Rouelles           | Rouvres-sur-Aube        |
| Saint-Loup-sur-Aujon   | Ternat                  | Vaillant           | Le Val-d’Esnoms         |
| Vauxbons               | Vesvres-sous-Chalancey  | Villiers-sur-Suize | Vals-des-Tilles         |
| Vitry-en-Montagne      | Vivey                   | Voisines           |                         |

Eine genaue Karte der Lage der Gebiete des Nationalparks findet sich im Anhang.

## Geologie

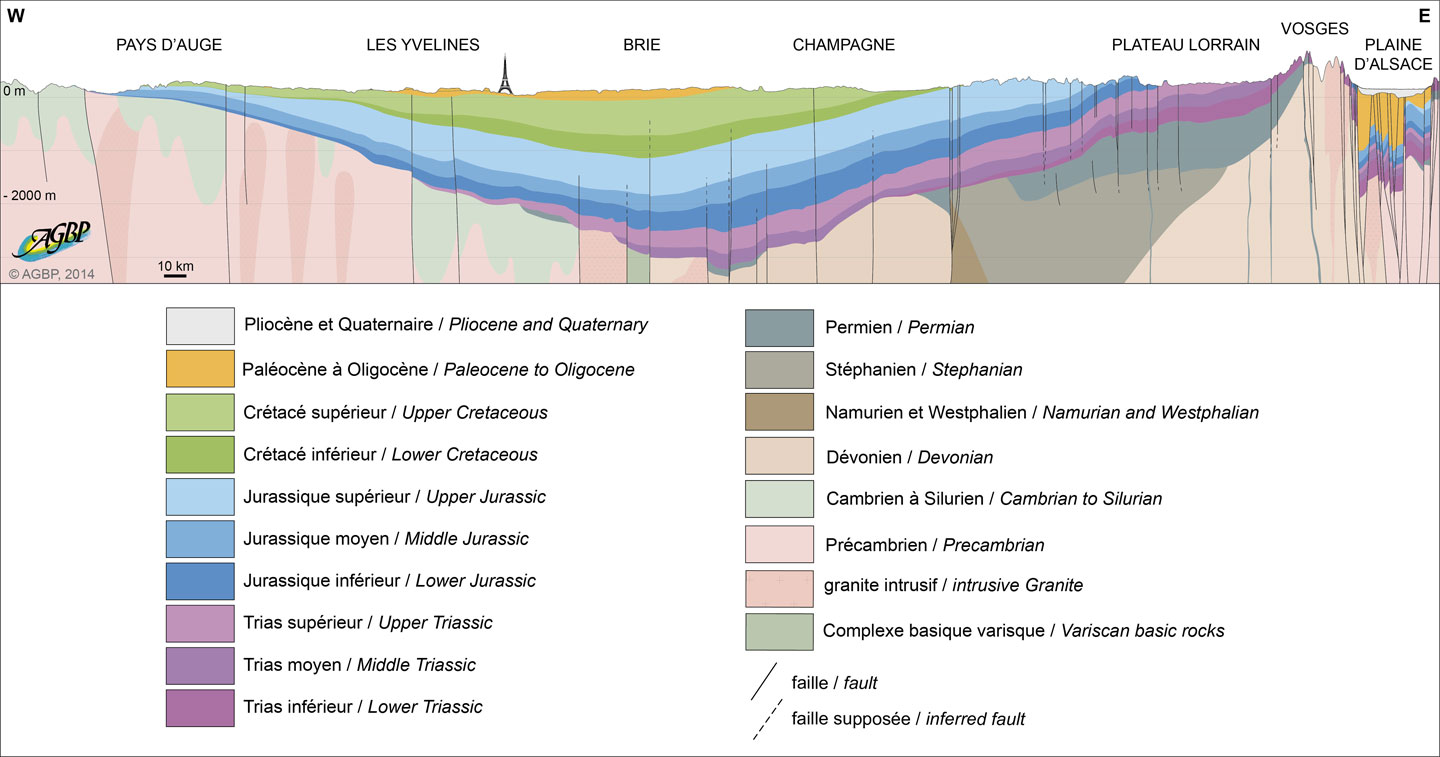
Sedimentschichten im Pariser Becken. Das Plateau von Langres gehört zum mittleren Jura (Dunkelblau)

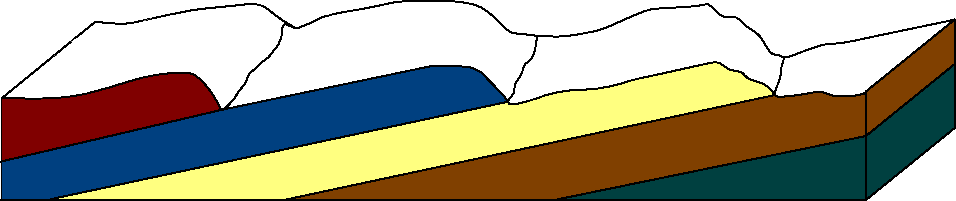
Schema einer Schichtstufenlandschaft

Der Nationalpark liegt im Südosten des Pariser Beckens auf dem Plateau von Langres, welches aus Sedimentgestein des Mitteljura (Dogger) besteht, hauptsächlich aus oolithischem Kalk, der während des Bathonium und Bajocium abgelagert wurde. Durch die Absenkung des Zentrums des Pariser Beckens wurden die verschiedenen Sedimentschichten an dessen Rändern stark geneigt. Durch Erosion entsteht eine Schichtstufenlandschaft ohne große Höhenunterschiede, in der die verschiedenen geologischen Schichten schräg auf die Oberfläche treffen. Die so abgelagerten Schichten können mit aufeinander gestapelten, unterschiedlich großen Tellern verglichen werden, beginnend mit dem größten Teller unten und mit dem kleinsten Teller oben. Blickt man von oben auf den Tellerstapel, bildet der sichtbare Rand jedes Tellers, der nicht vom oberen Teller bedeckt wird, einen Ring. Man spricht von den Heiligenscheinen (franz. Aureoles) des Pariser Beckens. Das Plateau de Langres liegt in der Aureole der Ablagerungen aus dem Dogger, die das Kalkseingerüst des Plateaus bilden. Die Hänge (franz. Côte), die sich am oberen Ende einer jeden Gesteinsschicht bilden, werden Cuestas genannt. Die Aureole des Plateau de Langre ist schematisch im Anhang angegeben.
Durch Erosion bildete sich eine verkarstete Landschaft mit eingeschnittenen Flusstälern. Die hydrogeologische Aktivität zeigt sich in zahlreichen Karstquellen, wie denen von Marne, Douix, Coquille und Bèze sowie der Laignes.

## Landschaft des Nationalparks
Hänge (Côte) begrenzen den Nationalpark auf zwei Seiten, die für die Ränder des Pariser Beckens charakteristisch sind (sogenannte Cuestas).
- Die Hänge der Maas (Côte de Meuse) im Nordwesten des Gebiets überragen das „Tal von Châtillonnaise“ in dem sich die Städte Châtillon-sur-Seine und Châteauvillain befinden. Während in der Ebene vor allem Ackerbau betrieben wird, gibt es an den Hängen kleine Weinberge, Obstgärten, jungen Wäldern und, sofern noch vorhanden, Trockenrasen mit einer bemerkenswerten Flora.[2]
- Die Hänge der Mosel (Côte de Moselle) gehen weiter südlich in die prestigeträchtigen Weinbaugebiete „Côte de Nuits“ und „Côte de Beaune“ über. Diese Hänge können geografisch zwar nicht als Cuesta bezeichnet werden, ihre Bezeichnung als Côte ist jedoch zulässig.[2]

Zum besseren Verständnis befindet sich im Anhang ein Längsschnitt durch das Plateau de Langres von der Côte de Meuse bis zur Côte de Moselle.
In die Kalksteinplateaus wurden von Wasserläufen Täler eingeschnitten, wobei vor allem die Flüsse Aujon, Aube, Ource, Tille und Seine in ihren Oberläufen die Landschaft des Nationalparks prägen. Die Täler sind besiedelt und Orte wirtschaftlicher Aktivität. In den von großen Wäldern bedeckten Hochebenen liegen noch einige Bauernhöfe in Lichtungen, die schon vor Jahrhunderten von Mönchen gerodet wurden. Die Besiedelung der weitläufigen Wälder ist aber gering.
Im Park befinden sich 694 km Fließgewässer und zahlreiche Quellen sowie Feuchtgebiete wie die Kalktuffsümpfe.

## Klima
Im Nationalpark herrscht kontinentales Klima vor, das sich durch kalte, lange Winter und warme, kurze Sommer auszeichnet. Die Westwinde überwiegen und bringen reichlich Niederschläge mit einem leichten Niederschlagsmaximum im Herbst. An der Wetterstation von Méteo-France in Auberives, beträgt gemäß den Mittelwerten von 1981 bis 2010 die jährliche Durchschnittstemperatur 15,9 °C bei einem jährlichen Niederschlag mit 956,1 mm. 
|                        | Jan  | Feb  | Mär  | Apr  | Mai  | Jun  | Jul  | Aug  | Sep  | Okt  | Nov  | Dez  |   |       |
| Mittl. Temperatur (°C) | 1,6  | 2,8  | 5,5  | 8,5  | 12,9 | 16,0 | 18,0 | 17,7 | 13,6 | 10,1 | 5,2  | 2,1  | ⌀ | 9,5   |
| Mittl. Tagesmax. (°C)  | 5,2  | 7,1  | 11,0 | 14,8 | 19,2 | 22,7 | 24,8 | 24,5 | 19,7 | 15,1 | 9,0  | 5,3  | ⌀ | 14,9  |
| Mittl. Tagesmin. (°C)  | −1,9 | −1,6 | 0,1  | 2,1  | 6,6  | 9,3  | 11,2 | 10,9 | 7,5  | 5,1  | 1,3  | −1,0 | ⌀ | 4,2   |
|                        |      |      |      |      |      |      |      |      |      |      |      |      |   |       |
| Niederschlag (mm)      | 77,1 | 73,4 | 71,5 | 69,4 | 77,3 | 77,5 | 85,0 | 78,7 | 77,1 | 89,3 | 95,0 | 84,8 | Σ | 956,1 |

| −1,9 |

| −1,6 |

| 0,1 |

| 2,1 |

| 6,6 |

| 9,3 |

| 11,2 |

| 10,9 |

| 7,5 |

| 5,1 |

| 1,3 |

| −1,0 |

| −1,9 |

| −1,6 |

| 0,1 |

| 2,1 |

| 6,6 |

| 9,3 |

| 11,2 |

| 10,9 |

| 7,5 |

| 5,1 |

| 1,3 |

| −1,0 |

| N i e d e r s c h l a g | 77,1 | 73,4 | 71,5 | 69,4 | 77,3 | 77,5 | 85,0 | 78,7 | 77,1 | 89,3 | 95,0 | 84,8 |
|                         | Jan  | Feb  | Mär  | Apr  | Mai  | Jun  | Jul  | Aug  | Sep  | Okt  | Nov  | Dez  |

## Reglementierte Aktivitäten
Der Nationalpark Forêts unterliegt dem französischen Umweltrecht, das im Umweltgesetzbuch (Code de l’environnement) niedergelegt ist. Insbesondere werden Aktivitäten durch die Artikel L. 331-2, L. 331-6 und R. 331-5 geregelt (siehe Heft 3 der Charta). Es ist grundsätzlich verboten, die Tierwelt zu stören, insbesondere während der Brut- oder Nistzeit. Es ist weiter verboten, Störungen durch Lärm- oder Licht (bei Einbruch der Dunkelheit) zu verursachen, den Charakter des Ortes durch Beschriftungen aller Art auf natürlichen Elementen (Bäumen, Felsen usw.) oder Gebäuden zu beeinträchtigen, und Abfälle, Müll oder andere Materialien außerhalb der dafür vorgesehenen Sammelstellen zu hinterlassen.

### Betreten des Nationalparks
Der Zutritt zur Kernzone des Nationalparks ist für Kraftfahrzeuge nur entlang geöffneter Gemeinde- und Départementsstraßen erlaubt. Außerhalb dieser Straßen ist der motorisierte Verkehr in der Kernzone verboten, um die Ruhe dieser Naturräume zu gewährleisten.
Spaziergänger und Wanderer dürfen sich in der Kernzone des Nationalparks frei bewegen. In Abhängigkeit des besonderen Schutzbedarfs ausgewählter Gebiete, oder der notwendigen Einhaltung von Ruhezonen (z. B. Nistgebiete des Schwarzstorchs), kann der Zugang lokal verboten werden, bzw. zeitlich eingeschränkt werden. Fahrradfahren und die Benutzung anderer nicht motorisierter Fahrzeuge ist erlaubt.
Das Übernachten (in Zelten oder Fahrzeugen) außerhalb eingezäunter oder privater Grundstücke ist in der Kernzone des Nationalparks verboten. Biwakieren ist erlaubt in dem Zeitraum von einer Stunde vor Sonnenuntergang bis eine Stunde nach Sonnenaufgang. Es ist verboten, in der Kernzone außerhalb der dafür vorgesehenen Einrichtungen Feuer zu machen.
Es ist erlaubt, Hunde in das Kerngebiet mitzunehmen. Die Ruhe der Wildtiere und der Herden ist aber zu gewährleisten. Es wird empfohlen, Hunde in Wäldern und in der Nähe von Weidegebieten an der Leine zu führen.

### Das Sammeln im Nationalpark
Eine Aufgabe des Nationalparks ist, ein Leben in Harmonie von Mensch und Natur zu fördern. Sammeln und Pflücken von Pflanzen und Früchten ist in den drei Zonen des Parks unterschiedlich reglementiert:
- Im Totalreservat, einem Gebiet von fast 3100 ha im Staatswald von Arc-Châteauvillain, entwickelt sich der Wald ungestört von menschlichen Eingriffen. Sammeln und Pflücken ist strengstens verboten.
- In der Kernzone der Nationalparks ist Sammeln lokal und zeitabhängig geregelt. Es ist unter Auflagen möglich, einige nicht geschützte Pflanzen und Früchte zu sammeln.
- Im Beitrittsgebiet gelten die üblichen Naturschutzvorschriften.

Das Pflücken von Pflanzen für den privaten Gebrauch oder Verzehr ist in der Kernzone des Nationalparks möglich, unterliegt aber Regelungen. Die Pflanzen, die nicht gepflückt werden dürfen, sind in Heft 3 der Charta aufgelistet. Pilze dürfen bis zu einer Höchstmenge von 5 Litern pro Tag und Person gesammelt werden, wenn sie zu den folgenden Arten gehören: Morcheln, Pfifferlinge, Steinpilze, Totentrompeten, Semmel-Stoppelpilz, Maipilz, Violetter Rötelritterling, Edel-Reizker, Essbare Porlinge.

### Jagd
Die Jagd ist ein integraler Bestandteil des Lebens in den Wäldern des Nationalparks. Die Modalitäten der Jagd sind an die verschiedenen Zonen des Waldnationalparks angepasst:
- Im Totalreservat ist die Jagd gemäß dem Gründungsdekret (Artikel 4) verboten. Dagegen ist die „Regulierung“ der Populationen von Hirsch, Reh, und Wildschwein möglich und wird unter der Verantwortung des Nationalparks organisiert. Dabei geht es darum, die natürliche Entwicklung des Waldes mit der Präsenz großer wilder Huftiere in Einklang zu bringen.
- In der Kernzone ist das Ziel die Exzellenz in der Jagdbewirtschaftung. Die Exzellenz strebt die Abschaffung von Fütterung und Einzäunungen an sowie ein harmonisches und sicheres Nebeneinander von Jagd und Besuchern.
- Im Beitrittsgebiet untersteht die Jagdordnung nicht direkt dem Nationalpark. Ziel ist es, eine vorbildliche Jagd zu fördern.

### Holzwirtschaft
Im Naturschutzgebiet soll ein Vorbild für die Bewirtschaftung und Nutzung des Waldes geschaffen werden, indem auch Traditionen gepflegt werden. Holzeinschlag in Gemeindewäldern wird von den Gemeinden in Zusammenarbeit mit dem „Office National des Forêts“ (ONF) geregelt und durchgeführt. Selbst in Gemeindewäldern der Kernzone wird Holzeinschlag beibehalten, unter Berücksichtigung des außergewöhnlichen Naturerbes dieses Gebietes. Große, qualitativ hochwertige Hölzer werden verkauft und kleine Hölzer werden unter interessierten Einwohnern aufgeteilt. In Staatswäldern werden Holzabtretungen direkt vom ONF durchgeführt. Etwa 3000 Haushalte im Umland des Nationalparks heizen mit Holz. Privater Holzeinschlag ist in der Region Tradition und sehr verbreitet. Er ermöglicht „Waldpächtern“ so einen Teil der Heizkosten zu decken.

### Landwirtschaft

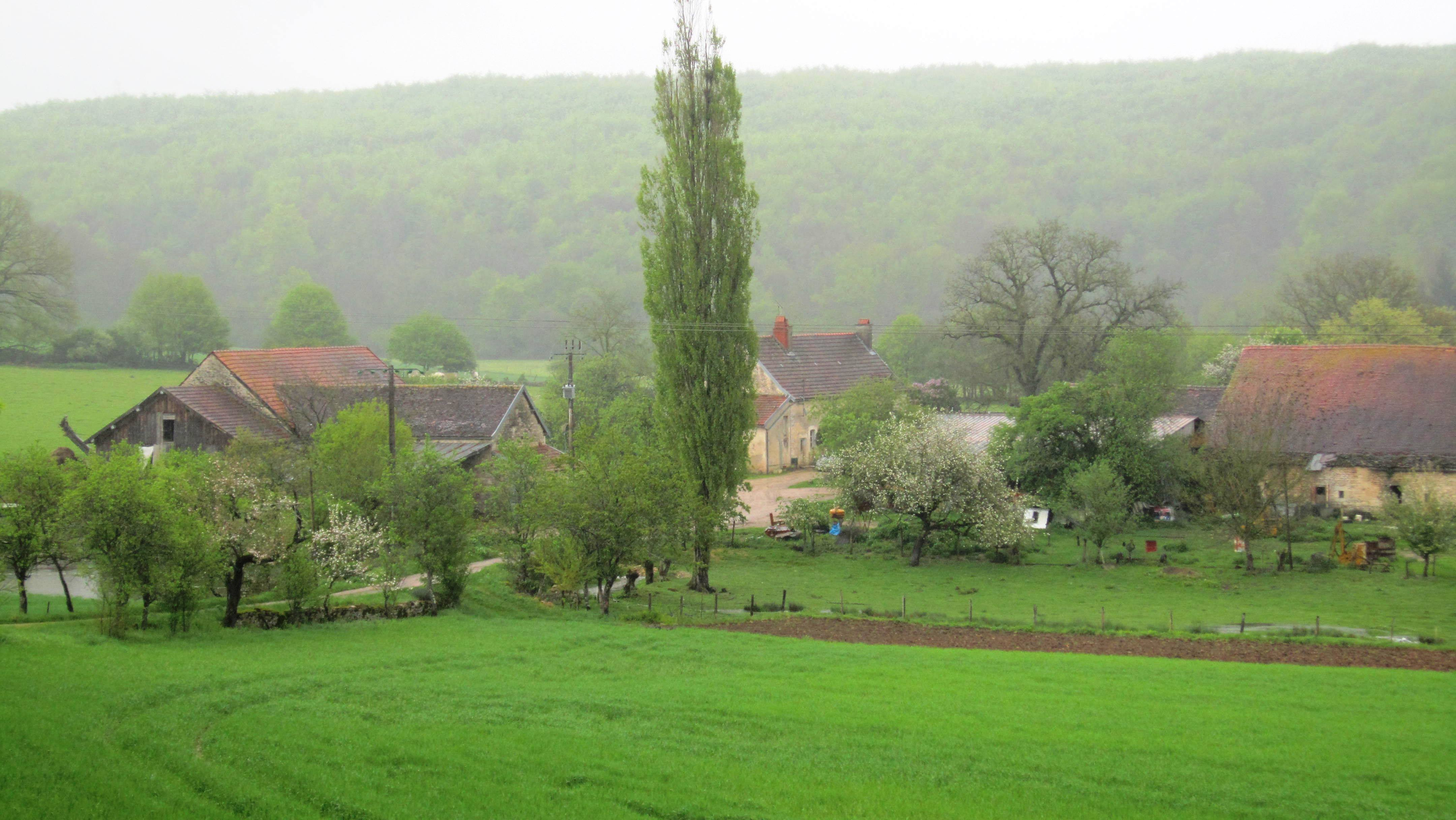
Weiden beim Weiler Valverset bei Leuglay (Côte-d’Or)

Fast die Hälfte der Fläche des Beitrittsgebiets des Nationalparks ist landwirtschaftliche Fläche. Die Landwirtschaft ist überwiegend konventionell, doch die Zahl biologisch arbeitender Betriebe steigt stetig. Die meist in den Tälern liegenden 550 landwirtschaftliche Betriebe betreiben überwiegend Viehzucht und Ackerbau. Die Schafzucht, die im 19. Jahrhundert dominant war, wurde größtenteils durch Rinderzucht für die Milch- und Fleischproduktion ersetzt. Die in den Tälern liegenden Wiesen werden beweidet und/oder zur Futterproduktion gemäht. Einige Wiesen haben eine bemerkenswerte Flora und sind Gegenstand von Erhaltungsprogrammen. Auf den anderen landwirtschaftlichen Flächen wird Getreide angebaut (Weizen und Gerste), die in der Fruchtfolge häufig mit Raps kombiniert werden.
Von August 2018 bis März 2019 wurde eine Studie zur Landwirtschaft im Nationalpark von der „öffentlichen Interessenvereinigung“ (Groupement d’intérêt public, GIP) durchgeführt. Sie brachte Landwirte und institutionelle Akteure in Arbeitsgruppen zusammen, um eine gemeinsame Vision zu entwickeln bezüglich der landwirtschaftlichen Herausforderungen und der Zukunft der Landwirtschaft im Park. Die Arbeitsgruppen entwickelten Strategien um der Landwirtschaft eine mittelfristige Zukunft zu geben, und sie langfristig zu einer tragenden Branche im Nationalpark zu machen. Von den 13 erarbeiteten Entwicklungspfaden wurden fünf für einen kollektiven und prioritären Aktionsplan ausgewählt. Hierbei handelt es sich um die Erweiterung des Bio-Ackerbaus, der Herstellung unterschiedlicher Milchprodukte, Futtermittelproduktion und graslandbasierte Rindfleischproduktion sowie den Trüffelanbau.
Die Ergebnisse der Studie steht im Einklang mit der Charta des Nationalparks und dessen Ziel, eine nachhaltige Landwirtschaft zu unterstützen. Folgende Maßnahmen sind in der Charta genannt;
- ein Pilotgebiet im Bereich der Agrarökologie werden,
- lebensfähige und leistungsfähige Agrarsysteme der Mischkultur und der Weidewirtschaft anleiten und unterstützen,
- biologische Landwirtschaft unterstützen,
- lokale Verarbeitung und Diversifizierung fördern.

## Geschützte Lebensräume
Die große Waldfläche umfasst einerseits Buchenwälder an unterschiedlichen Standorten, einige sind trocken, andere haben einen gebirgigen Charakter. Andererseits wachsen in den Tälern reiche Mischwälder aus Eichen und Eschen und an einigen Wasserläufen auch Erlen-Eschen-Mischwälder. Weitere Waldhabitate wachsen auf Felsblöcken und Karren. Andere häufige felsige Lebensräume sind Geröllhalden und Felsabbrüche. Das Gebiet beherbergt auch waldinterne Trockenrasen, zum Teil sogar auf felsigem Untergrund oder auf Kalksteinplatten. Sie stellen einzigartige und reichhaltige Lebensräume dar, in denen südländische Arten leben, darunter zahlreiche Orchideen. Weiter entspringen im Park zahlreiche Kalktuffquellen, viele sogar in den Hängen in Form von Schichtquellen, die mehr oder weniger ausgedehnte Sümpfe bilden können.

### Wälder

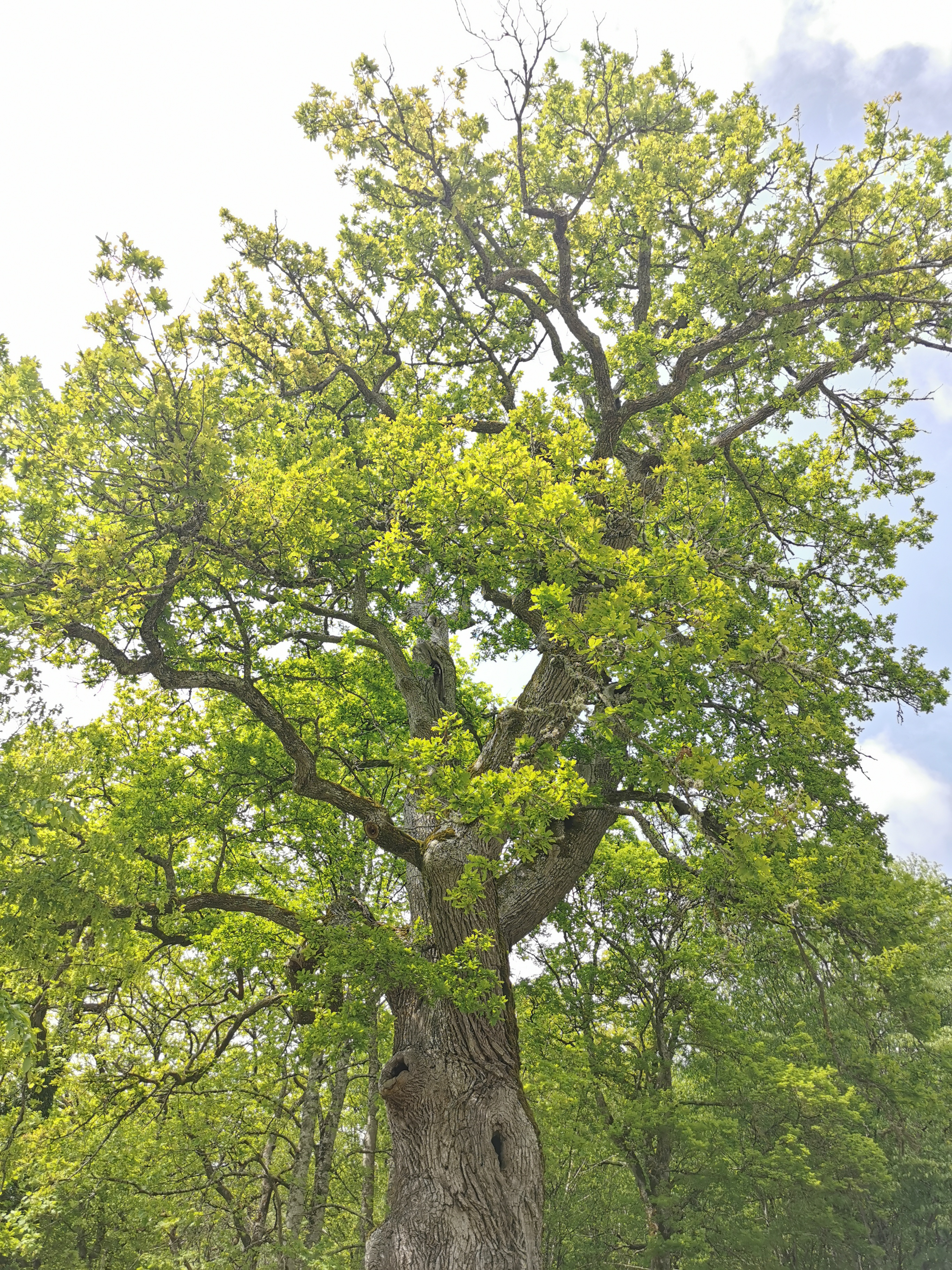
Eiche im Nationalpark Forêts

Zum Schutz der Wälder wurde der Nationalpark gegründet. Sie nehmen 53 % des Territoriums ein (über 120.000 ha, davon 54.000 ha im Kerngebiet) und bestehen zu 89 % aus Laubbäumen (Buche, Eiche, Hainbuche, Ahorn, Kirsche, Linde, …) und zu 11 % aus Nadelbäumen (Fichte, Waldkiefer, Schwarzkiefer, …). Diese Ökosysteme sind typisch für Tieflandwälder auf Kalksteinplateaus. Erscheinungsbild und Biodiversität der Wälder sind geprägt von Faktoren wie Lage, Exposition und Höhe, Böden, Mikroklimata, Alter, frühere oder aktuelle Bewirtschaftung sowie Zusammensetzung. Pro Hektar können bis zu 15 verschiedene Baumarten wachsen, was diese Wälder zu den vielfältigsten Tieflandwäldern Frankreichs macht.
In den großen Staatswäldern Forêts de Châtillon, Arc-Châteauvillain und Auberive ist der Baumbewuchs besonders dicht. Diese Wälder sind durch ein mehr oder weniger breites durchgehendes Band aus öffentlichen und privaten Wäldern miteinander verbunden. Diese Waldkontinuität wird von wenigen landwirtschaftlichen Flächen unterbrochen. Die Wälder gehörten reichen Eigentümern wie Abteien, Landesherren und Königen, was sie vor Zerstückelung und Rodung bewahrte.
- Die Staatswälder umfassen über 30.000 ha und werden vom Office national des forêts (ONF) verwaltet.[17]
- Die Gemeindewälder erstrecken sich über 50.000 ha. Die Waldgemeinden sind in den Départements Haute-Marne und Côte-d’Or in Départementsverbänden zusammengeschlossen. Die Bewirtschaftung der Wälder erfolgt gemeinsam mit dem ONF in der Fédération nationale des communes forestières.[17]
- Die übrigen Wälder sind in privater Hand und werden von Forstexperten, Genossenschaften oder den Eigentümern selbst bewirtschaftet. Die regionalen Délégations régionales du Centre National pour la Propriété Forestière (CNPF-Bourgogne und CNPF-Champagne-Ardenne) helfen durch technische Beratung.[17]

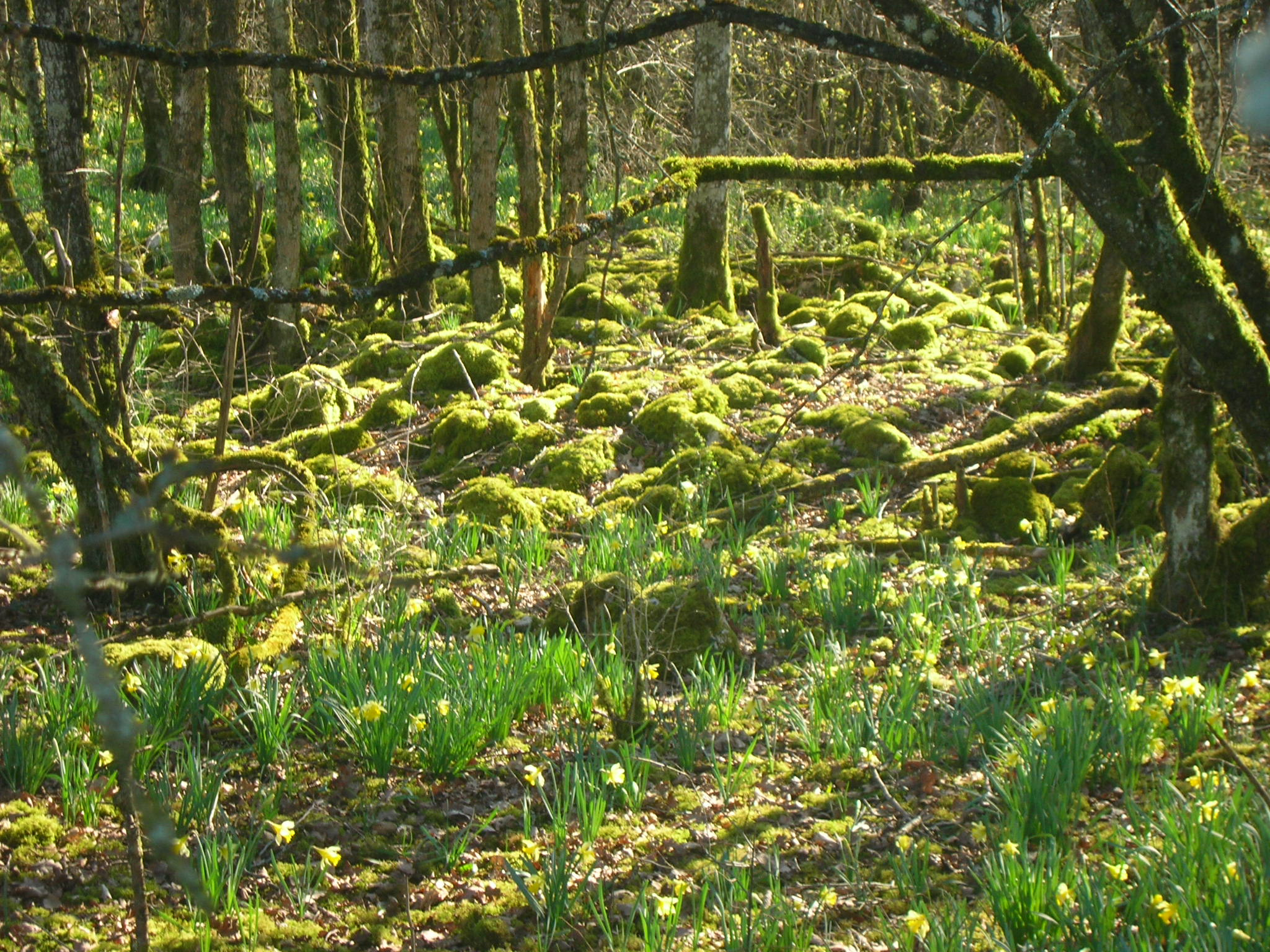
Wald von Arc-en-Barrois (Haute-Marne) im Totalreservat

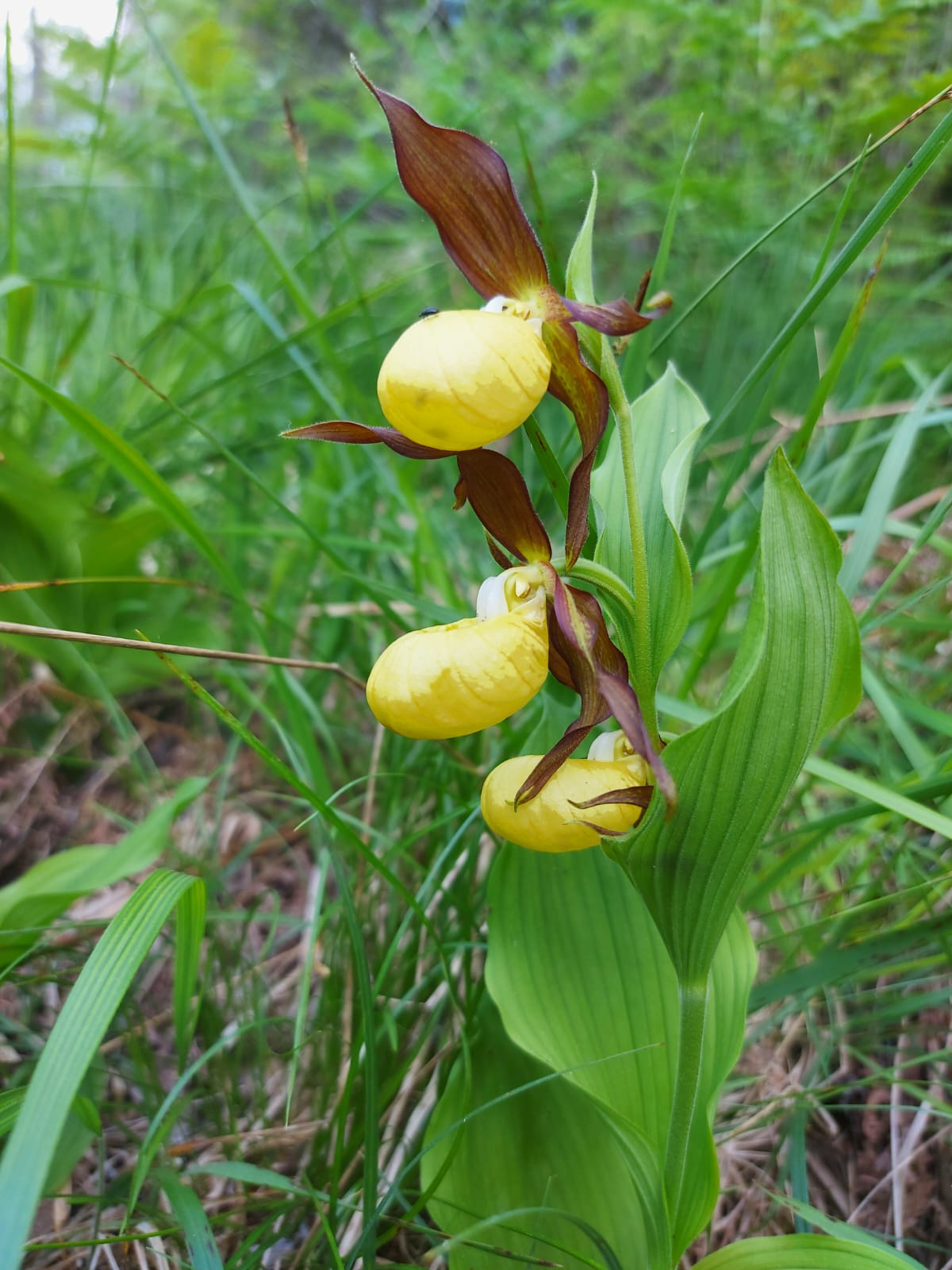
Gelber Frauenschuh im Nationalpark Forêts

80 % der Wälder im Gebiet des Nationalparks sind alte Wälder, d. h. sie sind seit mehr als zwei Jahrhunderten durchgehend bewaldet. Sie existierten bereits während des letzten französischen „Waldminimums“ in der Mitte des 19. Jahrhunderts. Die andauernde Bewaldung begrenzte die Schädigung des Bodens und ermöglichte die Erhaltung besonderer Waldarten und zahlreicher archäologischer Überreste. Diese Wälder zeichnet eine höhere Widerstandsfähigkeit und Resilienz gegenüber Krankheitserregern aus. Die alten Wälder des Nationalparks besitzen einen hohen Anteil an Alt-, Stark- und Totholz. Das Totholz beherbergt mehr als 25 % der biologischen Vielfalt des Waldes, insbesondere Pilze, Moose und Flechten sowie zahlreiche Saproxylophage (Totholz verzehrende) oder höhlenliebende Wirbellose. Auch Vögel und Fledermäuse finden hier Unterkunft, Nistplätze, Schutz und Nahrung.
- Buchenwälder: Das Gebiet beherbergt die gesamte Vielfalt der Buchenwälder auf Kalkböden: trockene Buchenwälder an Südhängen, Buchenwälder auf Hochebenen und kalte Buchenwälder an Nordhängen oder in engen Gräben. Die Vegetation dieser Lebensräume weist mediterrane (z. B. Seggen, Süßgräser und Orchideen, darunter der Gelber Frauenschuh (Cypripedium calceolus) ) oder im Gegensatz dazu submontane Merkmale auf.[19]
- Eichen-Eschen-Mischwälder: Die kühlen Täler sind oft Zufluchtsorte für eine submontane Flora und sogar für eine wenig mobile Fauna (z. B. Schnecken). Langfristig können einige dieser Täler angesichts der Auswirkungen des Klimawandels auch einen Rückzugsort für die Buche darstellen, die frische Böden und eine feuchte Atmosphäre schätzt.[19]
- Erlen-Eschen-Mischwälder: Da es im Gebiet zahlreiche Wasserläufe in Wäldern gibt, können Erlen-Eschen-Mischwälder vorkommen, bei denen es sich um besonders gefährdete Lebensräume handelt.[19]
- Ahornwälder: Die felsigen Lebensräume des Nationalparks, wie sie normalerweise auf Berggebiete beschränkt sind, sind auch auf europäischer Ebene von vorrangigem Schutzinteresse.[19] An sehr steilen, klippenartigen oder geröllhaltigen, schattigen Hängen findet man submontane „Scolopendra-Ahornhaine“.[20] An sonnigen Hängen wächst ein trockener Mischwald aus Linden und Spitzahorn. Auf Karren, an den Rändern des Plateaus finden sich Linden-Hainbuchen-Mischwälder, die an das Plateau von Langres gebunden sind und für dessen Erhalt der Nationalpark daher eine wichtige Verantwortung trägt.[19]

In den Wäldern lebt das gesamte Spektrum der Waldfauna. Füchse, Dachse, Marder, Wiesel, Igel und Fledermäuse sind hier neben vielen anderen Säugetieren anzutreffen. Dazu gibt es eine große Anzahl an Huftieren wie Hirsch, Wildschwein und Reh. Sie sind das Ergebnis einer sehr alten, mit der Jagd verbundenen Forstwirtschaft. Hier lebt auch eine Population der Europäischen Wildkatze (Felis silvestris silvestris). Die Waldkatze bevorzugt große Waldgebiete mit natürlichen Wiesen, die ihr Ruhe, Unterschlupf und Nahrungsquellen bieten.

### Kalktuffsümpfe

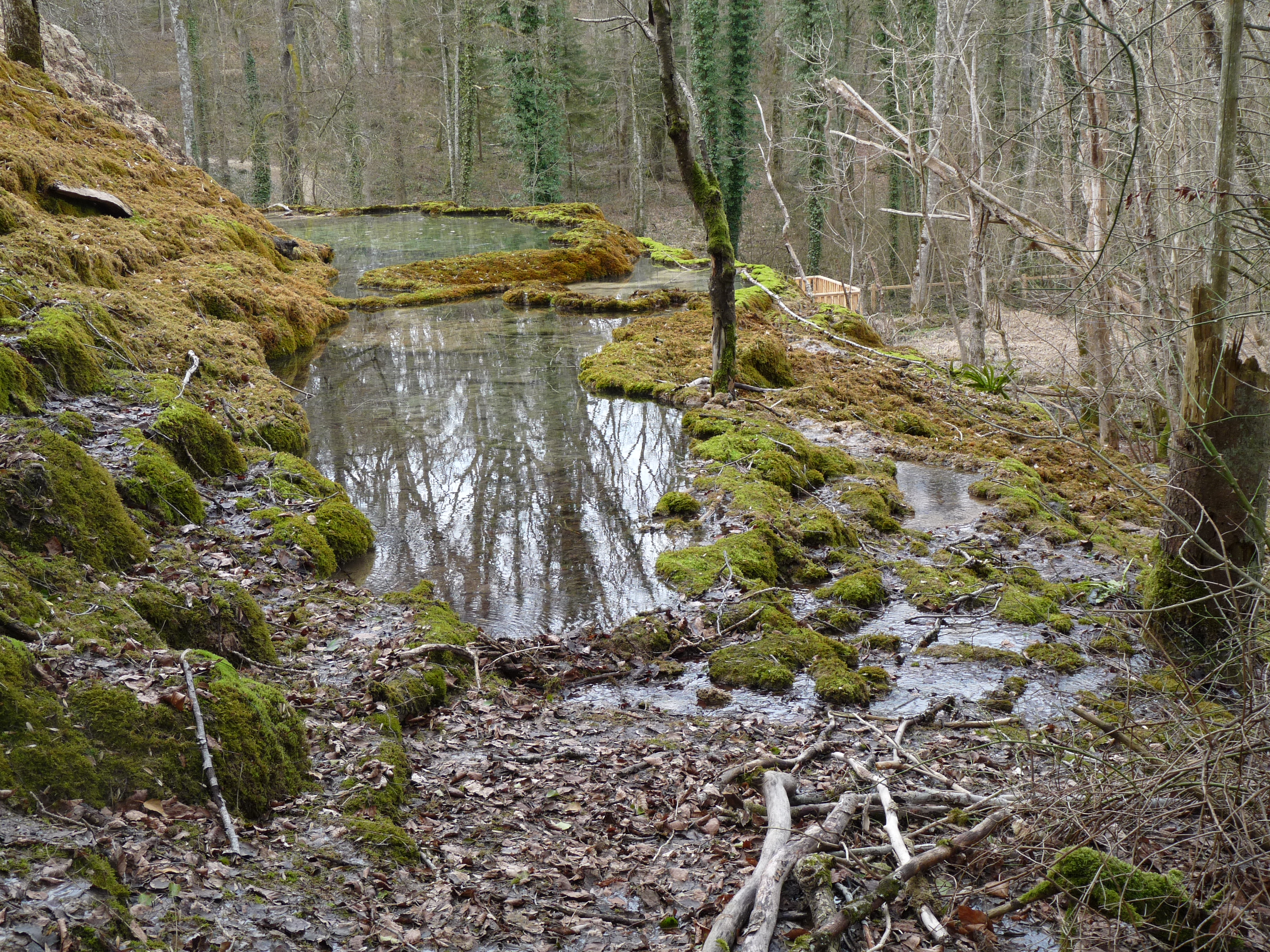
Tufière de Rolampont (Haute-Marne): Stufenbildung im Kalktuffsumpf, Nationalpark Forêts

Die Kalktuffquellen des Plateaus von Langres bilden teilweise Sümpfe, die eines der größten Kalktuff-Sumpfgebiete Frankreichs bilden. Fast fünfzig Sümpfe sind im Rahmen des Natura-2000-Netzwerks inventarisiert worden. Kalktuff ist ein leichtes Gestein, das durch die Ablagerung von Kalk in Gegenwart bestimmter Moose (z. B. Palustriella commutata) entsteht. Kalktuffquellen sind also durch Kalkablagerungen versteinernde Quellen, die manchmal von einigen Dezimeter hohen Gräserbändern überragt werden.

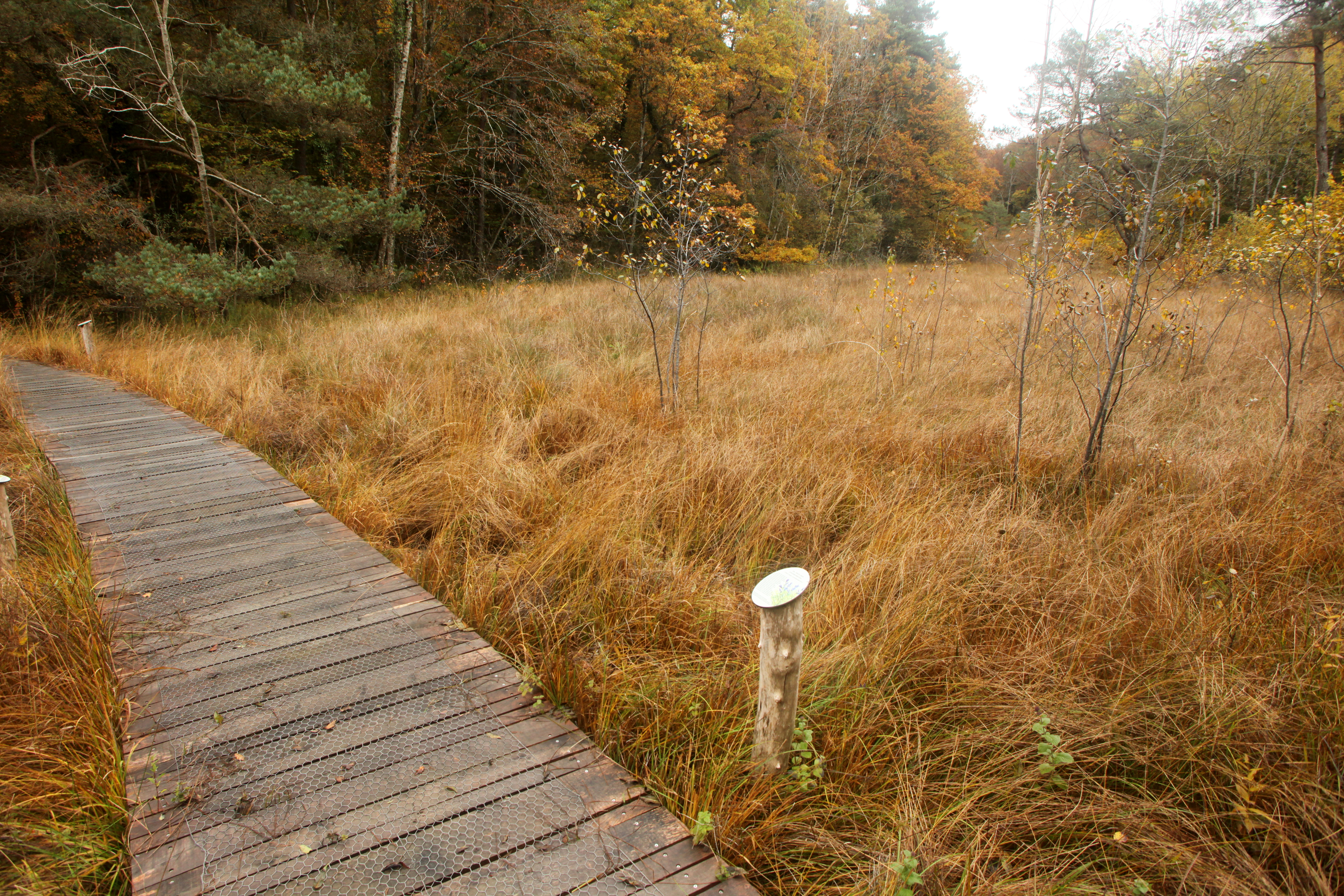
Sumpfgebiet im „Réserve naturelle nationale de Chalmessin“, Nationalpark Forêts

Diese Lebensräume sind Gegenstand zahlreicher Schutzbemühungen. Wegen des reichlich vorhandenen Wassers hoher Qualität beherbergen sie eine einzigartige und oft geschützte Flora und Fauna. Sie sind zwar häufig in Kalksteingebirgen anzutreffen, doch ist ihr Vorkommen in niedrigeren Höhenlagen eher selten. Vor allem in den Bergen von Châtillon und Auberive gibt es viele solcher Sümpfe. Diese sind ein zeitstabiler Lebensraum, solange das Wasser normal zirkuliert. Sie sind nur dann bedroht, wenn sie entwässert werden oder wenn ihr Quellwasser für die Trinkwasserversorgung angezapft wird.
Die Sümpfe beherbergen eine reiche Flora mit gebirgigem oder nördlichem Charakter, darunter das seltene Rostrote Kopfried (Schoenus ferrugineus), der mehrjährige Sumpfenzian (Swertia perennis) oder Wollgräser (Eriophorum). Hinzu kommen weitere seltene oder geschützte Arten wie der Sibirische Goldkolben (Ligularia sibirica), der im Roten Buch der gefährdeten Flora Frankreichs als gefährdet eingestuft ist. Nur ein Standort ist im Burgund bekannt, nämlich die Kernzone des Nationalparks.
Zur Tierwelt gehören Libellen und zahlreiche andere im Gebirge beheimatete Insekten (darunter verschiedene Schmetterlinge). Auch seltene Weichtiere sind hier häufig anzutreffen, ebenso wie eine Vielzahl von Amphibien wie die Gelbbauchunke (Bombina variegata). In den feuchteren Abschnitten lebt auch der in Frankreich besonders gefährdete Dohlenkrebs (Austropotamobius pallipes).

### Wasserläufe und aquatische Lebensräume

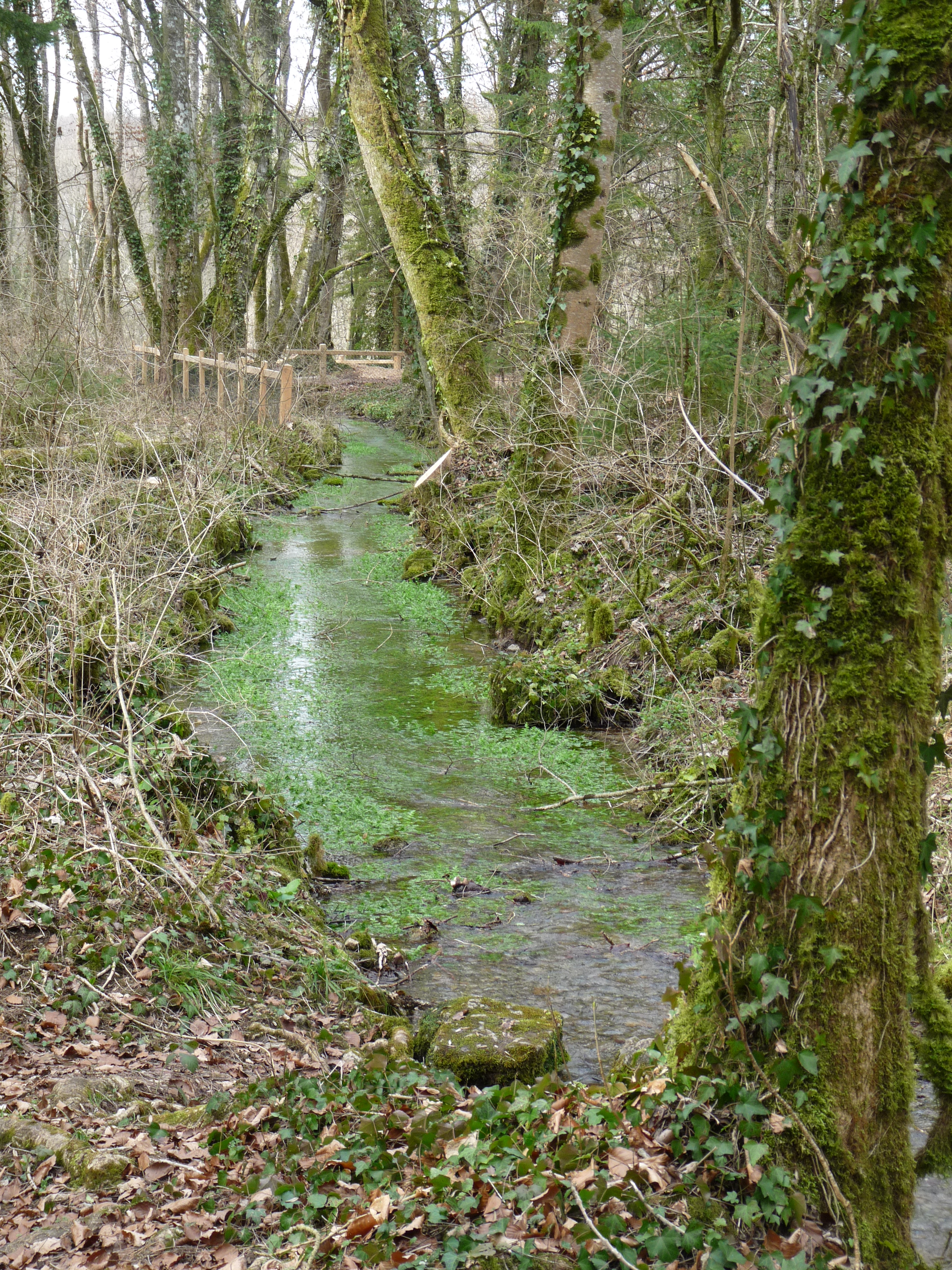
Tufière de Rolampont (Haute-Marne): Flüsschen „Vaubrien“

Das Gebiet des Nationalparks liegt auf der Wasserscheide zwischen Seine und Saône und ist reich an Quellen und Wasserläufen. Das Wassereinzugsgebiet der Seine nimmt den größten Teil des Gebiets ein. Von ihren direkten Nebenflüssen entspringen hier Coquille, Brévon, Ource und Aube. Im Südosten des Gebiets, hinter der höchsten Höhenlinie, befinden sich die Quellen von Tille und Vingeanne, die in die Saône münden.
Viele Quellen können sich bei extremen Wetterverhältnissen wie Dürre oder Starkregen verlagern. Zahlreiche Bäche fließen in die Hauptflüsse und formen versteckte Gräben und Täler. Der kalkhaltige Untergrund der Region kann zu vollständigen oder partiellen Versickerungen des Wassers führen. Die Austrittsstellen des versickerten Wassers sind Kalktuffquellen und Karstquellen (Source de la Douix).
Wasserläufe und Wälder sind eng miteinander verflochten. Wälder fungieren als natürlicher Filter. Der Großteil der Wasserläufe des Gebiets befindet sich daher in einem guten ökologischen Zustand. Dank des sauberen, kühlen und sauerstoffreichen Wassers gibt es zahlreiche Laichgebiete, insbesondere für die Bachforelle (Salmo trutta fario). Auch Groppe (Cottus gobio), Bachneunauge (Lampetra planeri) und Dohlenkrebs (Austropotamobius pallipes) sind hier zahlreich vertreten.
Flüsse und ihre Umgebung ziehen auch zahlreiche andere Tiere an, darunter Nagetiere, Insekten, Weichtiere und Vögel. Letztere, zu denen auch der Schwarzstorch (Ciconia nigra) gehört, schätzen schnell fließende, klare und futterreiche Gewässer. Aufgrund des kalkhaltigen Untergrunds gibt es in der Region nur wenige Seen und Teiche, da das Wasser sehr schnell versickert.

### Wiesenlandschaft
In den Tälern des Nationalparks liegen viele Wiesen. Einige haben einen sehr hohen ökologischen Wert, so wurden die Täler der Aube und des Aujon aufgrund der Qualität ihrer Lebensräume in das europäische Netzwerk Natura 2000 aufgenommen. Dank einer angepassten Mäh- und Beweidungspraxis gibt es hier noch Wiesen mit der Weißen Narzisse (Narcissus poeticus), einer Art, die eher in den Bergen vorkommt. Die Wiesen werden auch von zahlreichen Tieren aufgesucht, unter den geschützten Arten insbesondere von Vögeln (z. B. Braunkehlchen (Saxicola rubetra)), Schmetterlingen (z. B. Lungenenzian-Ameisenbläuling (Phengaris alcon, Syn.: Maculinea alcon)) und Fledermäusen (z. B. Großen Mausohr (Myotis myotis)). Aufgrund des Vorkommens des Großen Mausohrs wurde ein Teil des Aujon-Tals auch als Natura-2000-Gebiet eingestuft.

### Trockenrasen
Trockenrasen werden aus dauerhaften krautigen Pflanzen auf meist kalkreichem, dünnschichtigem und nährstoffarmen Boden gebildet. Diese formen einen dünnen, niedrig wachsenden Teppich, der von drei oder vier Gräsern dominiert wird. Wasserdurchlässige Kalkböden ohne Beschattung durch Bäume und Sträucher führen zu Wassermangel und Austrocknung. Bergwiesen oder die Rasen auf Felsplatten bilden einzigartige und reichhaltige Lebensräume. So beherbergen die Trockenrasen des Nationalparks über 200 Pflanzenarten, die 30 % der geschützten Flora der Region Champagne-Ardenne ausmachen.
Mehr als ¾ der früheren Trockenrasenfläche ist bereits verschwunden und die Fläche geht weiter zurück. Viele der Rasen dienten früher als Schafweiden, und auch Kaninchen trugen zum Erhalt der Weiden bei. Die Aufgabe der Schafzucht nach dem Zweiten Weltkrieg führte zu einer allmählichen Verödung der Weiden, die durch die Myxomatose-Epidemie noch verschlimmert wurde, die die Kaninchen dezimierte. Andere Rasenflächen wurden mit Nadelbäumen bepflanzt.
Die Rasen sind Lebensräume, in denen sowohl mediterrane als auch mitteleuropäische Arten vorkommen, bis hin zu Bergpflanzen. Die überwiegende Mehrheit der dort wachsenden Pflanzen sind kalkliebend, darunter zahlreiche Orchideenarten. Auch eine eigene Fauna ist hier anzutreffen, bestehend aus Vögeln wie der Heidelerche (Lullula arborea), Reptilien wie der Westlichen Smaragdeidechse (Lacerta bilineata) oder Insekten wie dem Libellen-Schmetterlingshaft (Libelloides coccajus).
Einige dieser Rasenflächen sind heute Gegenstand aktiver Managementmaßnahmen, oft in Zusammenarbeit mit der Naturpark-Verwaltung. Auch an der Wiederherstellung von Rasenflächen wird gearbeitet. Durch die regelmäßige Pflege einiger Straßenränder bieten diese heute vielen Arten, die an diese Lebensräume gebunden sind, sichere Zufluchtsorte.

## Architektonisches, archäologisches und künstlerisches Erbe

### Architektur

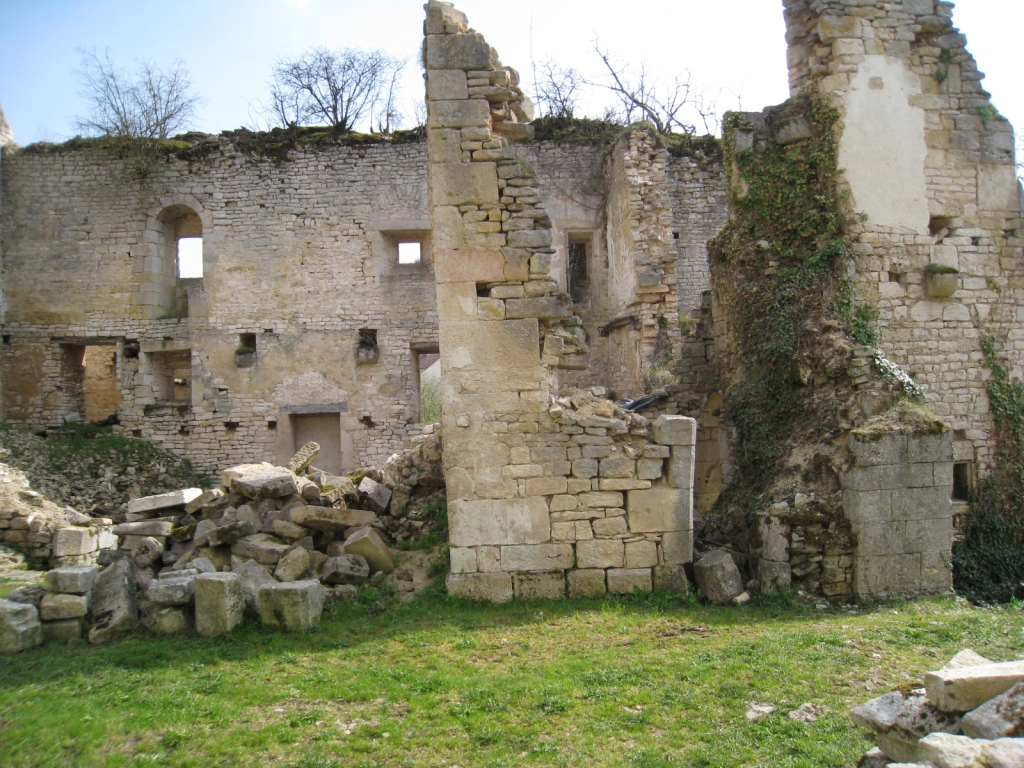
Komturei von Bure-les-Templiers

Im Gebiet des Nationalparks liegen außergewöhnliche Bauwerke. Die aus dem Mittelalter stammenden Klosteranlagen der Zisterzienser, Kartäuser und Templer zeugen von den Gemeinschaften, die das Land nutzbar machten und dadurch die Landschaften des Plateaus von Langres weitreichend formten.
- Der Zisterzienserorden hat ab dem 11. Jahrhundert die Abteien von Longuay, Auberive, Vauxbons und später Val des Choues gründete. Sie gestalteten die Landschaft durch Rodungen und den Bau von Wasserleitungsnetzen.[26]
- Die Kartäuser lebten im Kloster von Lugny und in der Abtei Notre-Dame in Châtillon-sur-Seine.[26]
- Mehrere Komtureien bezeugen den Einfluss des Templerordens (später manchmal auch Hospitalorden) auf die Region. Dessen Wiege liegt ganz in der Nähe in der Champagne in den Komtureien von Epailly, Bure-les-Templiers, Voulaines-les-Templiers, Mormant sowie Châtillon-sur-Seine.[26]

In der Neuzeit entwickelte sich die Eisenindustrie, die zu einer der Mächtigsten in Europa wurde, bevor sie im 19. Jahrhundert langsam zugrunde ging. Die Standorte und Gebäude dieses Wirtschaftszweig zeugen vom Abbau des Eisenerzes (unter- oder oberirdisch) und dessen Verarbeitung in Mischern, Hochöfen, Schmieden, Raffinerien und Werkstätten. Diese Aktivitäten verwendeten Holz als Brennstoff und nutzte die Wasserkraft als Antriebskraft für die Anlagen. Dazu kamen Mühlen und Schleusen um landwirtschaftliche Produkte zu Mehl und Öl weiterzuverarbeiten und zu transportieren. Spuren all dieser Industriezweige sind in der Landschaft noch deutlich sichtbar.
Die Dörfer sind eher unauffällige Zeugen der Entwicklung des lokalen Lebens im Laufe der Jahrhunderte und bieten heute einen qualitativ hochwertigen Lebensraum.

### Archäologie

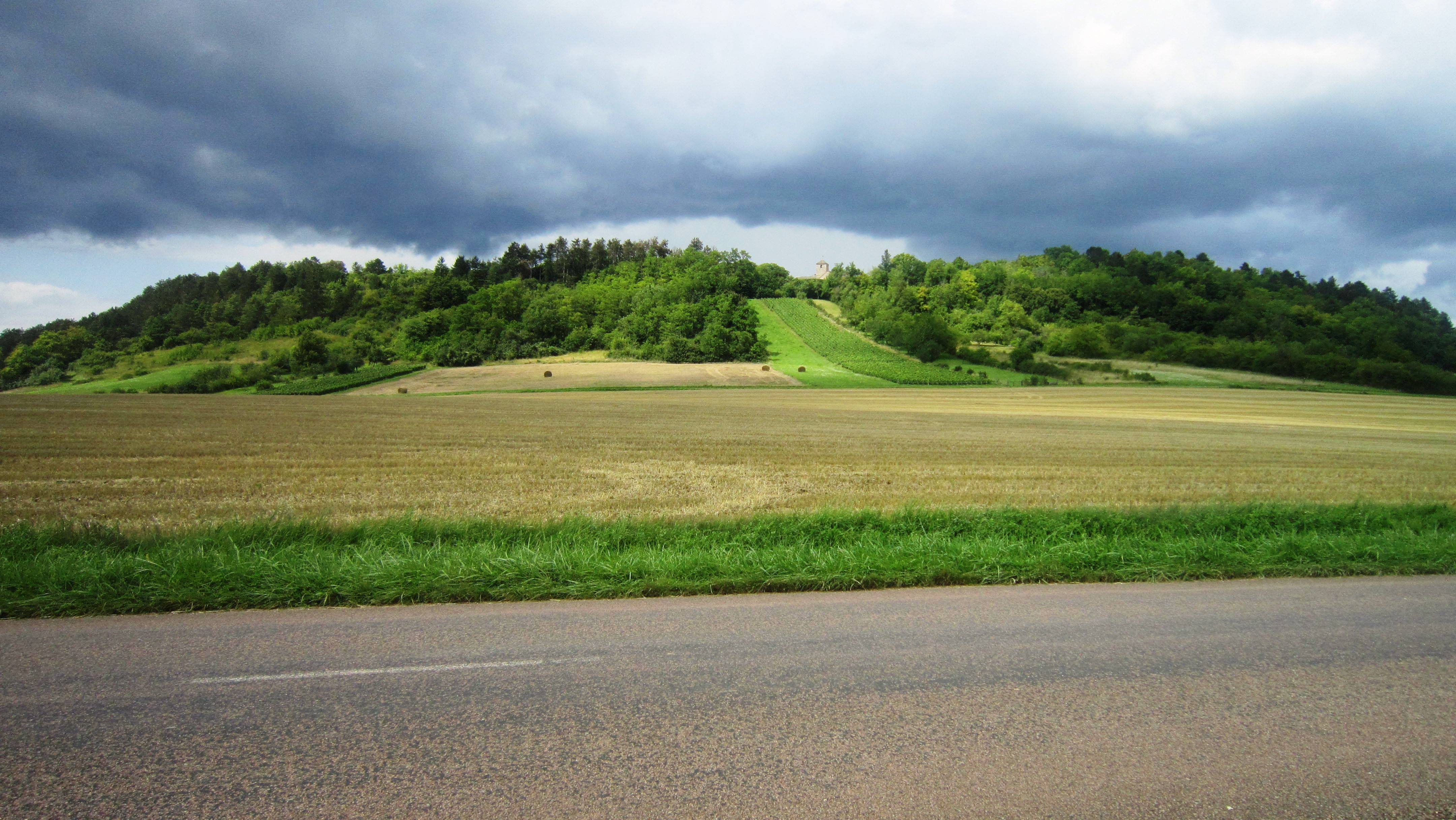
Mont Lassois bei Vix

Während der ersten Eisenzeit (Hallstattzeit), zwischen 850 und 450 v. Chr., entwickelte sich auf dem Mont Lassois eine gut organisierte Gesellschaft. Sie stand im Zentrum der Zinnstraße, die damals Europa von den Britischen Inseln bis nach Großgriechenland durchzog.
Das bedeutendste archäologische Relikt aus dieser Zeit ist der Krater von Vix, besser bekannt als „Vase von Vix“. Sie ist die größte griechische Vase, die bis heute gefunden wurde: 1,64 m hoch und 208,6 kg schwer. Sie lag in einem Fürstengrab und wurde 1953 von Maurice Moisson und René Joffroy entdeckt. Sie ist im „Musée du Pays Châtillonnais“ zu besichtigen.
In der gallo-römischen Zeit wurde die Region als Pays Lingon bezeichnet. Ein Netz aus Villen, kleinen Siedlungen sowie über das Gebiet verstreuten Wohnhäusern und Betrieben wurde angelegt. Einige diese Stätten sind noch nicht erforscht und durch den dichten Waldboden geschützt.

### Kunst

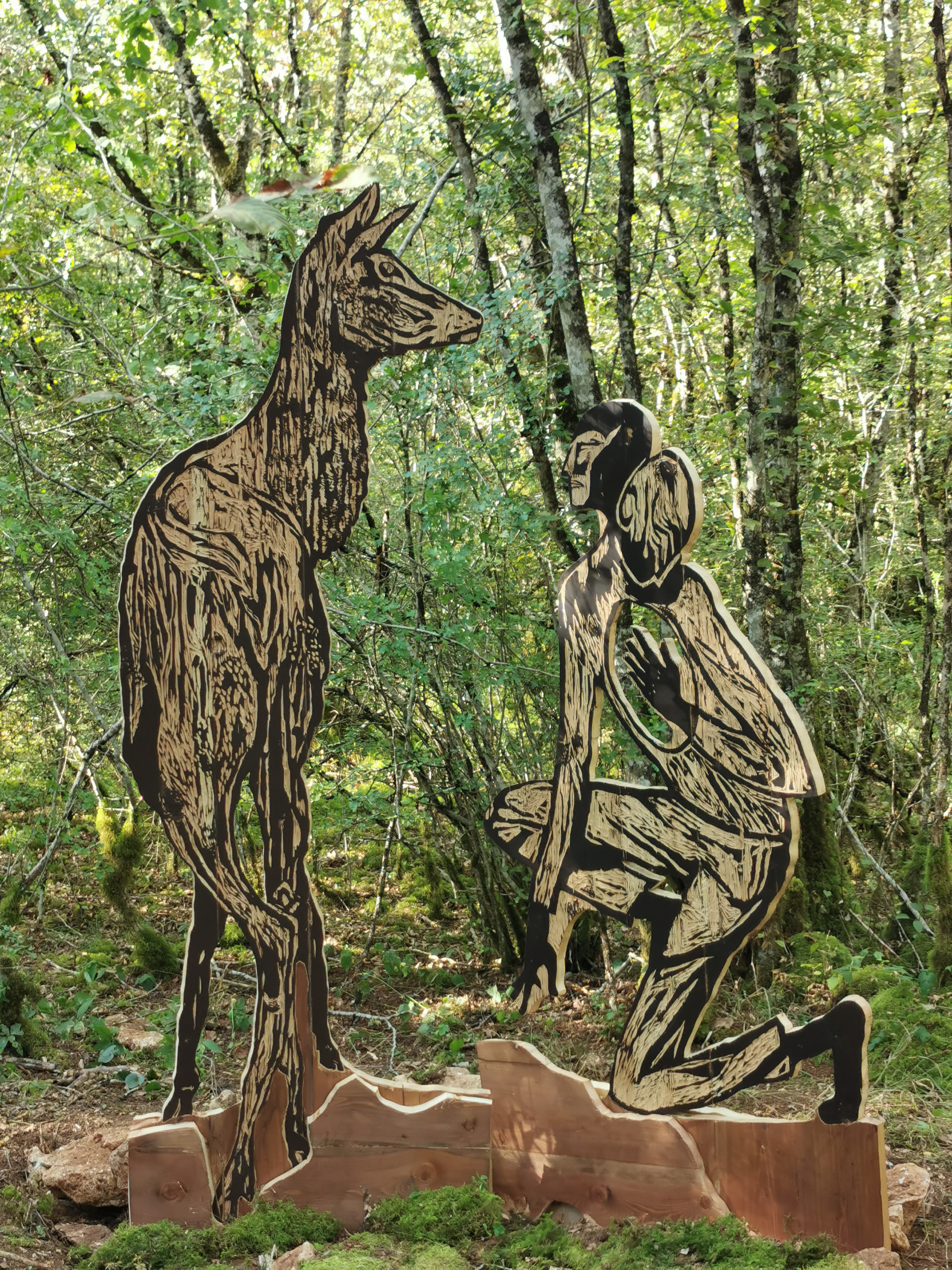
„Qui-vive“: Kunstwerk von Pauline de Chalenda am Wegrand der „Belle Balade“ in Châteauvillain

Im Waldnationalpark spielen Kunst und Kultur eine wichtige Rolle für die lokale Verankerung und die soziale Bindung. Der Nationalpark versucht die Kunst in der Region aufzuwerten, indem er der breiten Öffentlichkeit spielerische, kulturelle und künstlerische Aktivitäten anbietet. Zu den Projekten, gehören beispielsweise „La Belle Balade“, ein Kunstpfad unter freiem Himmel im Staatswald von Arc-Châteauvillain, der in Partnerschaft mit dem Kunsttrainingslager SIMONE in Châteauvillain angelegt wurde. Auch die Präsenz des Vereins „Art in Nature“ im Gebiet wird gefördert. Mehrere Kunstzentren organisieren Ausstellungen für zeitgenössische Kunst, wie z. B. die „Abbaye d’Auberive“ oder „La Nouvelle Laurentine“.

## Tourismus
Die Nutzung des Nationalparks als Erlebniswelt für Besucher ist Teil der Charta. Er bietet eine Vielzahl an Freizeitaktivitäten wie Wandern, Radfahren, Beobachtung der Waldflora und -fauna sowie kulturellen Aktivitäten wie der Besuch der Abteien von Auberive, Longuay, Val des Choues oder des Mausoleums von Faverolles oder der Museen des Pays Châtillonnais und der Ausgrabungen von Vix.
Der Park bietet neben 50 Millionen Bäumen fast 1000 km Wanderwege, 10 Routen für Reiter, einen in Frankreich einmaligen Sternenhimmel ohne Lichtverschmutzung. Weiter befinden sich im Park zahlreiche Quellen und 700 km Flüsse, die in die Seine oder die Rhône fließen, wobei 60 % kleine Bäche sind.
An folgenden Anlaufstellen sind Informationen zum Park und Tourismus allgemein erhältlich:
- Sitz des Nationalparks Forêts, 20 rue Anatole Gabeur – 52210 Arc-en-Barrois.
- Haus des Nationalparks Forêts (Maison de la Forêt), 1 ruelle de la Ferme – 21290 Leuglay
- Maison du Parc national de Forêts / Tour de l’Auditoire, 14 bis rue de Penthièvre – 52120 Châteauvillain.
- Empfangsbereich des Nationalparks Forêts im Rathaus von Auberive, Place de la mairie – 52160 Auberive.